# Donald Petrie
Donald Mark Petrie (ur. 2 kwietnia 1954 w Nowym Jorku) – amerykański reżyser filmowy. Syn kanadyjskiego reżysera Daniela Petriego oraz brat reżysera i scenarzysty Daniela Petriego Jr.

## Filmografia
- Mystic Pizza (1988)
- Opportunity Knocks (1990)
- Dwaj zgryźliwi tetrycy (1993)
- Przysługa (1994)
- Richie milioner (1994)
- Partner (1996)
- Mój przyjaciel Marsjanin (1999)
- Miss Agent (2000)
- Jak stracić chłopaka w 10 dni (2003)
- Witamy w Mooseport (2004)
- Całe szczęście (2006)
- Moja wielka grecka wycieczka (2009)